# ザ・フーリガン
『ザ・フーリガン』（原題：I.D.）は、1995年に公開されたイギリスの映画。

## キャスト
| 役名       | 俳優                     | 日本語吹替 |
| ---------- | ------------------------ | ---------- |
| ジョン     | リース・ディンズデール   | 小杉十郎太 |
| トレバー   | リチャード・グレアム     | 牛山茂     |
| エディ     | ペリー・フェンウィック   | 猪野学     |
| マリー     | クレア・スキナー         |            |
| リンダ     | サスキア・リーヴス       | 渡辺美佐   |
| ボブ       | ウォーレン・クラーク     | 咲野俊介   |
| チャーリー | フィリップ・グレニスター |            |
| マーティン | ショーン・パートウィー   | 青山穣     |
| ニック     | チャールズ・デアス       | 松本大     |
| ガンボ     | リー・ロス               | 小野塚貴志 |

- その他の声の吹き替え：谷昌樹、鈴木正和、鈴木貴征、石川ひろあき、佐伯洋史、中國卓郎、小林沙苗、浅井晴美、木村こてん、庄司由季